# 慕容忠 (前燕)
慕容 忠（ぼよう ちゅう、生没年不詳）は、五胡十六国時代の前燕の人物。昌黎郡棘城県の出身。

## 生涯
前燕に仕え、寧東将軍に任じられていた。
建熙4年（363年）4月、滎陽を攻めて、これを攻略した。東晋の滎陽郡太守劉遠は魯陽に敗走した。慕容忠は勢いに乗って金郷へ進軍した。
5月、密城を攻略して、劉遠を江陵へ敗走させた。
建熙10年（369年）6月、東晋の建威将軍檀玄が慕容忠の守る湖陸を攻めた。湖陸は陥落して、慕容忠は捕らえられた。
これ以後の事績は、史書に記されていない。